# 2004–2005-ös négysánc-verseny
A 2004–2005-ös négysánc-verseny, a 2004–2005-ös síugró-világkupa részeként került megrendezésre, melyet hagyományosan Oberstdorfban, Garmisch-Partenkirchenben (Németország), valamint Innsbruckban és Bischofshofenben (Ausztria) tartottak 2004. december 28. és 2005. január 6. között.
A torna győztese a finn Janne Ahonen lett,  megelőzve az osztrák Martin Höllwarthot és a szintén osztrák Thomas Morgensternt.

## Eredmények

### Oberstdorf
Schattenbergschanze HS 137

2004. december 28-29.
| Helyezés | Név                | Pontok |
| -------- | ------------------ | ------ |
| 1        | Janne Ahonen       | 268.4  |
| 2        | Roar Ljøkelsøy     | 258.8  |
| 3        | Adam Małysz        | 253.8  |
| 4        | Itó Daiki          | 247.5  |
| 5        | Martin Höllwarth   | 245.7  |
| 6        | Matti Hautamäki    | 244.7  |
| 7        | Jernej Damjan      | 243.1  |
| 8        | Michael Uhrmann    | 242.7  |
| 9        | Jakub Janda        | 242.0  |
| 10       | Dmitrij Vassziljev | 239.9  |

### Garmisch-Partenkirchen
Große Olympiaschanze HS 142

2004. december 31. - 2005. január 1.
| Helyezés | Név                | Pontok |
| -------- | ------------------ | ------ |
| 1        | Janne Ahonen       | 260.1  |
| 2        | Thomas Morgenstern | 254.1  |
| 3        | Georg Spaeth       | 247.2  |
| 4        | Martin Höllwarth   | 243.0  |
| 5        | Michael Uhrmann    | 236.6  |
| 6        | Jakub Janda        | 233.1  |
| 7        | Roar Ljøkelsøy     | 232.6  |
| 7        | Adam Małysz        | 232.6  |
| 9        | Andreas Widhölzl   | 229.5  |
| 10       | Itó Daiki          | 228.1  |

### Innsbruck
Bergiselschanze HS 130

2005. január 2-3.
| Helyezés | Név                | Pontok |
| -------- | ------------------ | ------ |
| 1        | Janne Ahonen       | 243.8  |
| 2        | Adam Małysz        | 236.8  |
| 3        | Jakub Janda        | 232.5  |
| 4        | Thomas Morgenstern | 229.0  |
| 5        | Martin Höllwarth   | 228.5  |
| 6        | Andreas Widhölzl   | 227.3  |
| 7        | Martin Schmitt     | 223.7  |
| 8        | Michael Uhrmann    | 220.3  |
| 9        | Akira Higashi      | 219.9  |
| 10       | Tommy Ingebrigtsen | 218.5  |

### Bischofshofen
Paul-Ausserleitner-Schanze HS 142

2005. január 6.
| Helyezés | Név                | Pontok |
| -------- | ------------------ | ------ |
| 1        | Martin Höllwarth   | 277.0  |
| 2        | Janne Ahonen       | 271.0  |
| 3        | Itó Daiki          | 269.5  |
| 4        | Jakub Janda        | 265.2  |
| 5        | Thomas Morgenstern | 263.9  |
| 6        | Roar Ljøkelsøy     | 262.7  |
| 7        | Adam Małysz        | 262.1  |
| 8        | Georg Spaeth       | 256.3  |
| 9        | Sigurd Pettersen   | 252.1  |
| 10       | Kaszai Noriaki     | 245.9  |

## Végeredmény
Összetett végeredmény
| Helyezés | Név                | Oberstdorf | Garmisch-Partenkirchen | Innsbruck | Bischofshofen | Pontok |
| -------- | ------------------ | ---------- | ---------------------- | --------- | ------------- | ------ |
| 1        | Janne Ahonen       | 1.         | 1.                     | 1.        | 2.            | 1043.3 |
| 2        | Martin Höllwarth   | 5.         | 4.                     | 5.        | 1.            | 994.2  |
| 3        | Thomas Morgenstern | 11.        | 2.                     | 4.        | 5.            | 985.8  |
| 4        | Adam Małysz        | 3.         | 7.                     | 2.        | 7.            | 985.3  |
| 5        | Jakub Janda        | 9.         | 6.                     | 3.        | 4.            | 972.8  |
| 6        | Roar Ljøkelsøy     | 2.         | 7.                     | 13.       | 6.            | 969.7  |
| 7        | Itó Daiki          | 4.         | 10.                    | 11.       | 3.            | 962.7  |
| 8        | Michael Uhrmann    | 8.         | 5.                     | 8.        | 13.           | 939.0  |
| 9        | Georg Spaeth       | 21.        | 3.                     | 17.       | 8.            | 928.5  |
| 10       | Matti Hautamäki    | 6.         | 11.                    | 19.       | 12.           | 922.2  |